# Big Hole (Vulkan)
Big Hole ist ein großer Maar-Krater im Fort Rock Basin, Lake County, Oregon in der Nähe der Oregon Route 31, nordöstlich von Crater Lake. Er besitzt einen Durchmesser von 1.820 m und ist 91 m tief. Big Hole liegt in der Nähe des kleineren, aber besser erhaltenen Maarkraters Hole-in-the-Ground.

## Beschreibung
Der Krater ist von einem 24 bis 30 m dicken Ring aus Tuff umgeben. Die Tuffablagerungen erstrecken sich 1,8 bis 2,5 km über den Kraterrand hinaus und sind – möglicherweise aufgrund der beim Ausbruch herrschenden Windrichtung – auf der Nordostseite am mächtigsten, wo sie den Big Hole Butte bilden. Die Tuffe sind in 5 bis 100 cm dicken Schichten abgelagert worden, zeigen stellenweise eine durch Rutschungen entstandene Wickelschichtung (Convolute Bedding, s. Foto oben) und bestehen aus Lapilli-Tuff und Tuff-Brekzien, die Sideromelan enthalten, ein hyaloklastisches vulkanisches Glas.
Häufig sind vulkanische Bomben aus Basalt, die bis zu 2,5 m Durchmesser erreichen können. Der Anteil von nichtvulkanischem Nebengestein ist gering.
Geländestufen im Krater weisen darauf hin, dass es zu einem Einbruch von Gesteinsschollen in einen während der phreatomagmatischen Explosion entstandenen Hohlraum gekommen ist, was die Größe des Maars erklären könnte. Ähnliche Vorgänge haben auch zur Entstehung der großen Eifelmaare geführt, so etwa im Falle des Meerfelder Maars oder des Dreiser Weihers.

## Umfeld
Big Hole ist Teil der vulkanischen Kaskadenkette (Cascade Range), die sich vom nördlichen Kalifornien bis ins südliche British Columbia erstreckt. Der Untergrund der Kaskadenkette besteht aus Fragmenten der Erdkruste, die seit dem Paläogen durch die Subduktion der Juan-de-Fuca-Platte an die Westküste von Nordamerika angefügt wurden (Akkretion). Seit etwa fünf Millionen Jahren ist die vom Aufschmelzen der subduzierten Erdkruste verursachte Vulkantätigkeit besonders rege. Aufgrund der vom Krustenmaterial beeinflussten Zusammensetzung des aufsteigenden Magmas (Andesit und Dazit) ist der Vulkanismus oft explosiv.